# ザレマ・サドゥラエワ
ザレマ・サドゥラエワ（ロシア語: Зарема Садулаева、Zarema Sadulayeva、1974年 - 2009年 8月10日）は、ロシア、チェチェン共和国の人権活動家。非政府組織（NGO）「世代を救う」の代表。2009年8月11日、夫のアレク・ジャブライロフと共に射殺された遺体が発見された。
ザレマ・サドゥラエワは、チェチェン戦争により心身に障害を負った子供に医薬品や精神的ケアを提供する非政府組織（NGO）「世代を救う」の代表だった。「世代を救う」は1990年代から国際連合児童基金と協力してカフカス地方でチェチェンの子供の救済活動に当たっていた 。
サドゥラエワの夫であるアレク・ジャブライロフはともに救済活動に取り組み、2009年に結婚した。二人は政治活動にも取り組んだ 。
サドゥラエワとジャブライロフ夫妻は2009年8月9日に変装した襲撃者によって援助組織の事務局から拉致された。 翌10日、グローズヌィ近郊に停めてあった自動車のトランクから二人の射殺体が発見された。夫妻の遺体には20箇所もの銃創があった。
チェチェンでは、7月の人権活動家ナターリア・エステミロワの拉致殺害事件が起きたばかりであった。